# Jerzy Zakrzewski (1921–1944)
Jerzy Zakrzewski ps. „Wąsik” (ur. 15 grudnia 1921 r. w Gnieźnie, zm. 28 sierpnia 1944 r. w Warszawie) – podporucznik Armii Krajowej, żołnierz batalionu „Zośka”, powstaniec warszawski.

## Życiorys
Praprawnuk Jana Feliksa Piwarskiego, profesora Szkoły Sztuk Pięknych w Warszawie. Syn Adama i Elżbiety, absolwentki Konserwatorium Warszawskiego, nauczycielki muzyki. Student architektury na tajnej Politechnice.
Należał do Hufca Wola warszawskich Grup Szturmowych. Brał udział w akcji Sieczychy (grupa ubezpieczenie) oraz w akcji Wilanów (grupa „Posterunek II”). Ukończył tajną podchorążówkę. 

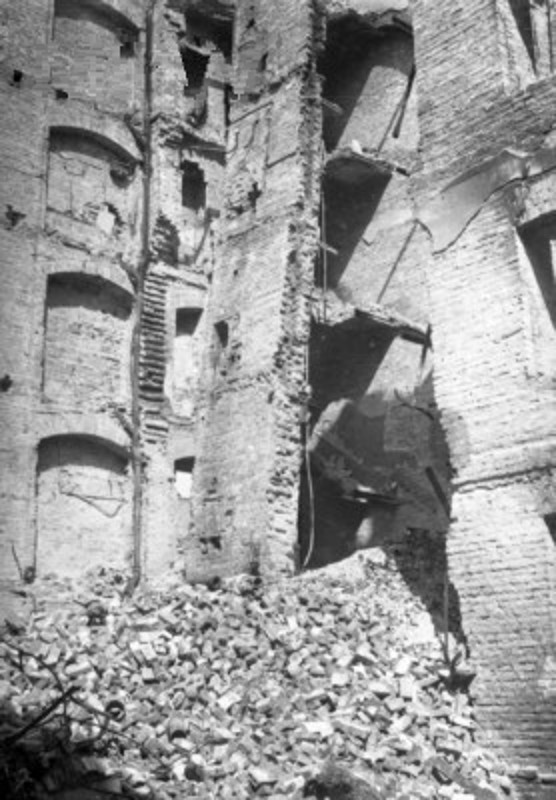
Ruiny budynku przy ul. Franciszkańskiej 12, gdzie zginął Jerzy Zakrzewski

W powstaniu warszawskim walczył na Woli i Starym Mieście w 4. drużynie I plutonu „Sad” 2. kompanii „Rudy” batalionu „Zośka”.

Zginął 28 dnia powstania na ul. Franciszkańskiej 12, pod gruzami zbombardowanego przez Niemców budynku. Wraz z nim zginęło 12 żołnierzy I plutonu „Sad”.
Dwukrotnie odznaczony Krzyżem Walecznych.
Pochowany na Wojskowych Powązkach (kwatera A20-4-17).

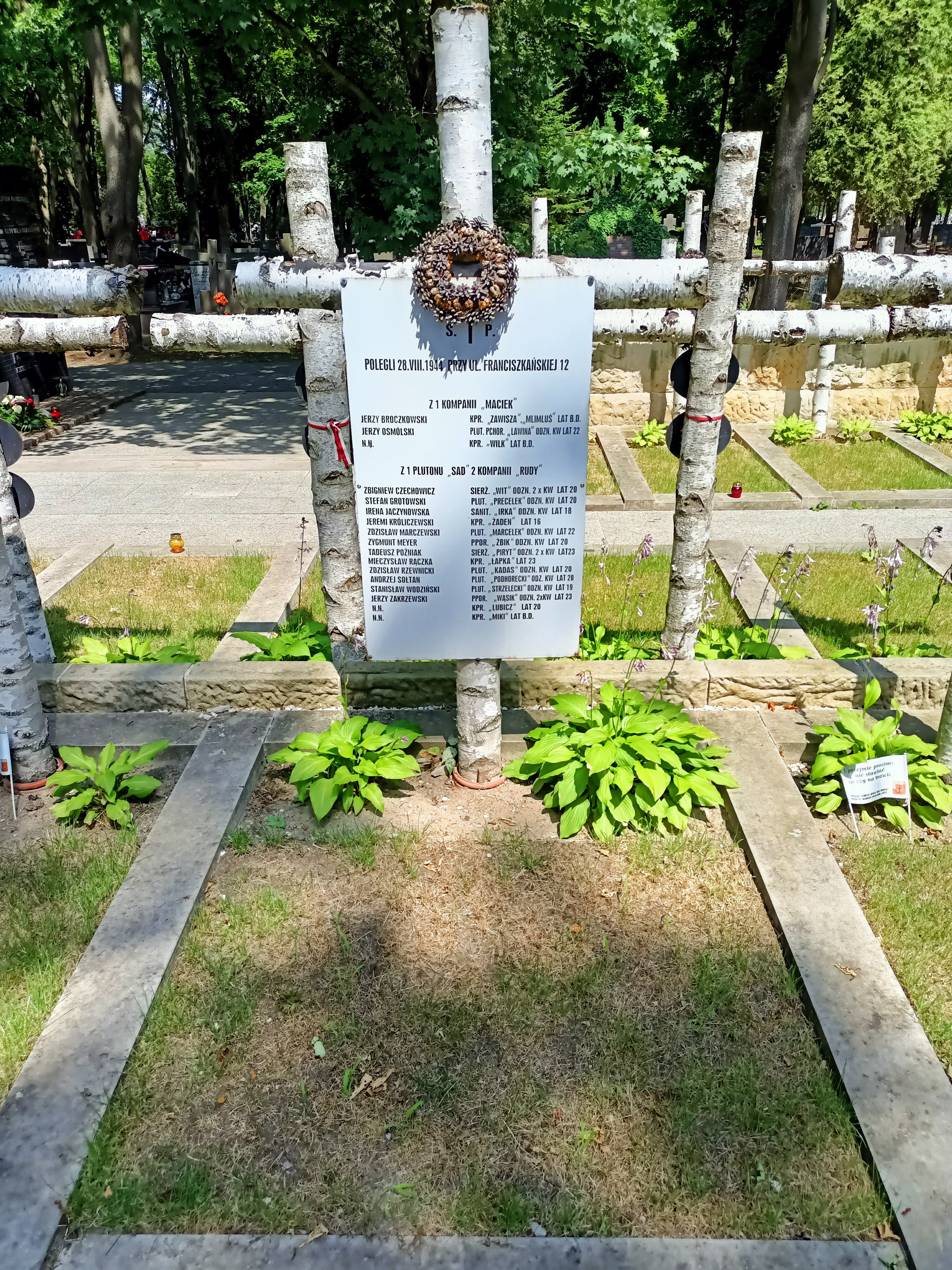
Grób podporucznika Jerzego Zakrzewskiego na Powązkach Wojskowych